# Lüleburgaz
Lüleburgaz és una ciutat de Turquia, capital del districte homònim a la província de Kırklareli, regió de la Màrmara. És la ciutat amb més població de la província i se situa en una vall que limita al sud amb un afluent de l'Ergene. Inclou una mesquita i un pont del segle xvi, obres del gran visir Sokollu Mehmet Paşa. El nom actual és per les pipes que s'hi fabriquen.

## Història
Fou originalment una fortalesa romana d'Orient de nom Bergula que l'emperador Teodosi I el Gran va batejar com a Arcadiòpolis (grec: Αρκαδιούπολη, Arkadiopolis) en honor del seu fill i successor Arcadi. El 970, en la batalla d'Arcadiòpolis entre els romans d'Orient i una coalició sota la Rus de Kíev, aquesta última fou derrotada. El nom Burgoz fou una corrupció del grec πνργος (torre).
Fou conquerida pels otomans entre 1358 i 1360; el castell havia estat abandonat i els turcs el van incendiar o demolir. Quasi un segle després, el 1433, havia sorgit al lloc una vila anomenada Pirgasi, de població turca. Uns anys més tard Sokollu Mehmet Paşa, que després fou gran visir, la va arranjar totalment i la va convertir en parada de caravanes; la mesquita fou acabada el 1559 o 1560 i set anys després va acabar dos caravanserralls amb un imaret, dos hammams, una escola i un carrer amb 65 botigues (1665 o 1666).
Quan sota Mahmut II es va restaurar l'ordre a Tràcia els caravanserralls es van haver de reconstruir, però va passar a ser una població més petita durant tot el segle xix. En la Guerra russoturca (1877-1878), els otomans van perdre els territoris més enllà d'Edirne i la ruta de caravanes es va aturar; els dos caravanserralls i l'imaret foren convertits en quarter per a l'exèrcit (cavalleria i artilleria); una mesquita (la del Cadi Djami) va esdevenir un polvorí. El 1892/1893 s'assenyalen dues tekkes una de la confraria Gülşenî i un altre de la naqxbandita.
El 1912, en la primera Guerra Balcànica, fou ocupada per l'exèrcit búlgar després de la batalla de Lule-Burgas (31 d'octubre a 3 de novembre de 1912) que va obligar els otomans a retrocedir, i que fou la batalla amb el major nombre de soldats que es va lliurar entre la Guerra francoprussiana i la Primera Guerra Mundial. Fou recuperada per l'Imperi Otomà el 1913. El 1918 la ciutat, com la resta de Tràcia, fou ocupada pels grecs, però pel Tractat de Lausana fou restituïda a Turquia i es va pactar l'intercanvi de poblacions entre Grècia i Turquia. L'imaret i els dos caravanserralls van desaparèixer durant la guerra però la mesquita i la madrassa van subsistir i encara es conserven. Lentament, es va començar a recuperar en els següents anys. La decadència d'Edirne entre 1945 i 1955, fou aprofitada per la ciutat per augmentar el seu desenvolupament que va continuar quan Edirne va recuperar el dinamisme.

## Administració
Fou una nahiye el segle xv; al segle xvi fou seu d'un cadi i posteriorment al mateix segle va esdevenir un kaza del sandjak de Vize. Al segle xx fou part del sandjak de Tekfurdaghi (Tekirdağ) al que fou incorporat Vize (1864), però més tard fou inclòs al sandjak de Kırklareli (1892 o 1893). Amb la divisió administrativa de la república fou inclosa a la Província de Kırklareli. Lüleburgaz és la seu d'un arquebisbat catòlic de nom Arcadiòpolis.